# Jean Stas
Jean Servais Stas (ur. 1813 w Leuven, zm. 1891 w Brukseli) – belgijski chemik.

## Życiorys
Zaproponował określanie masy atomowej względem tlenu (metodę tę stosowano w latach 1906–1961). Oznaczył masy atomowe wielu pierwiastków chemicznych. Doświadczalnie potwierdził prawo stosunków stałych (tzw. prawo Prousta). Obalił hipotezę angielskiego chemika Williama Prouta, zgodnie z którą atomy wszystkich pierwiastków chemicznych są zbudowane z atomów wodoru.
Początkowo pracował na École Polytechnique w Paryżu, pod kierunkiem Jeana-Baptiste'a Dumasa. Był profesorem w szkole wojskowej w Brukseli oraz członkiem Belgijskiej Królewskiej Akademii Nauk. W 1885 roku otrzymał Davy Medal, nagrodę naukową przyznawaną przez Royal Society w Londynie.
Na przełomie 1850/1851 jako pierwszy zdołał wykryć truciznę roślinną (była to nikotyna) w ciele martwego człowieka. Ustalenia Stasa przyczyniły się do tego, że belgijski hrabia Hippolyte Visart de Bocarmé (1818–1851) został uznany winnym zamordowania swojego szwagra, Gustawa Fougniesa. Metoda Stasa znalazła szerokie zastosowanie w kryminalistyce. Jej autorstwo usiłował przypisać sobie José Matteo Bonaventure Orfila, ostatecznie jednak uznano pierwszeństwo Stasa.